# أليكس إمينيكي
أليكس إمينيكي (بالإنجليزية: Alex Emenike)‏ هو لاعب كرة قدم نيجيري في مركز الدفاع، ولد في 1990 في إنوغو في نيجيريا. لعب مع إينوغو رينجرز وفي في في فينلو.

## وصلات خارجية
- أليكس إمينيكي على موقع قاعدة بيانات كرة القدم.إي يو (الإنجليزية)
- أليكس إمينيكي على موقع Soccerway.com (الإنجليزية)